# Comuna Ruda, Jîdaciv
Ruda (în ucraineană Руда) este o comună în raionul Jîdaciv, regiunea Liov, Ucraina, formată din satele Hannivți și Ruda (reședința).

## Demografie
Componența lingvistică a comunei Ruda
     Ucraineană (99,32%)
     Alte limbi (0,19%)
Conform recensământului din 2001, majoritatea populației comunei Ruda era vorbitoare de ucraineană (99,32%), existând în minoritate și vorbitori de alte limbi.